# 2006-os Fiatal Zenészek Eurovíziója
A 2006-os Fiatal Zenészek Eurovíziója volt a tizenharmadik Fiatal Zenészek Eurovíziója, melynek Ausztria fővárosa, Bécs adott otthont. Az elődöntőre 2006. május 7-én és 8-án került sor. A döntőt május 12-én rendezték meg a Rathausplatzon. Az Eurovíziós Dalfesztivállal ellenben itt nem az előző évi győztes rendez, hanem pályázni kell a rendezés jogára. Viszont ebben az évben már harmadszorra fordult elő, hogy az előző évi győztes rendezhetett. A 2004-es verseny az osztrák Alexandra Soumm győzelmével zárult, aki hegedű-versenyművét adta elő Luzernben.

## A helyszín
| Ausztria Bécs |

Először fordult elő, hogy a versenyt egy egy szabadtéri helyszínen rendezték. A döntő pontos helyszíne az Ausztria fővárosában, Bécsben található Rathausplatz volt.

## A résztvevők
Először vett részt a versenyen Bulgária, valamint Szerbia és Montenegró. Egy verseny kihagyása után tért vissza Csehország. Ugyanakkor visszalépett a versenytől Dánia, Észtország, Lettország, Németország és Olaszország is. Így végül 18 ország vett részt.

## A verseny
A döntőben az előadókat a Christian Arming vezette Bécsi Szimfonikus Zenekar kísérte. A verseny házigazdája Schallbert Gilet volt, aki a produkciók utáni szünetben meghívott előadóként is fellépett, különböző Mozart-darabokat adott elő.
A versenyt a svéd csellista, Andreas Brantelid nyerte meg, és ezzel megszerezte Svédország első győzelmét. A brit Natalie Clein után ő volt a második versenyző, akinek csellóval sikerült győzedelmeskednie.

## Zsűri
- Ranko Marković (Zsűrielnök)
- Hiroko Szakagami
- Martin Fröst
- Carole Dawn-Reinhart
- Erik Niord Larsen
- Heinz Szihrovszkij
- Curtis Price
- Lidia Baich

## Elődöntő
Ettől az évtől kezdődően az elődöntőt két részre bontják, a könnyebb lebonyolítás érdekében.

### Első rész
Az elődöntő első részét 2006. május 7-én rendezték meg tíz ország részvételével. A nyolctagú szakmai zsűri döntése alapján négy ország jutott tovább a döntőbe.
| #  | Ország                | Zenész                | Hangszer | Darab (Szerző) | Eredmény     |
| -- | --------------------- | --------------------- | -------- | -------------- | ------------ |
| 01 | Ciprus                | Jórgosz Mánnurisz     | zongora  |                | Kiesett      |
| 02 | Belgium               | Ilja Laporev          | cselló   |                | Kiesett      |
| 03 | Szerbia és Montenegró | Marija Gođevac        | zongora  |                | Kiesett      |
| 04 | Norvégia              | Tine Thing Helseth    | trombita |                | Továbbjutott |
| 05 | Bulgária              | Ivan Geraszimov       | fagott   |                | Kiesett      |
| 06 | Svájc                 | Simone Sommerhalder   | oboa     |                | Továbbjutott |
| 07 | Görögország           | Jonían-Ilíasz Kadesha | hegedű   |                | Kiesett      |
| 08 | Horvátország          | Varga Zita            | cselló   |                | Kiesett      |
| 09 | Románia               | Alina Elena Bercu     | zongora  |                | Továbbjutott |
| 10 | Egyesült Királyság    | Jennifer Pike         | hegedű   |                | Továbbjutott |

### Második rész
Az elődöntő második részét 2006. május 8-án rendezték meg nyolc ország részvételével. A nyolctagú szakmai zsűri döntése alapján három ország jutott tovább a döntőbe.
| #  | Ország        | Zenész             | Hangszer | Darab (Szerző) | Eredmény     |
| -- | ------------- | ------------------ | -------- | -------------- | ------------ |
| 11 | Csehország    | Markéta Janoušková | hegedű   |                | Kiesett      |
| 12 | Hollandia     | Kate Sebring       | zongora  |                | Kiesett      |
| 13 | Ausztria      | Daniela Koch       | fuvola   |                | Továbbjutott |
| 14 | Oroszország   | Dmitrij Majboroda  | zongora  |                | Továbbjutott |
| 15 | Svédország    | Andreas Brantelid  | cselló   |                | Továbbjutott |
| 16 | Szlovénia     | Luka Šulić         | cselló   |                | Kiesett      |
| 17 | Lengyelország | Jacek Kortus       | zongora  |                | Kiesett      |
| 18 | Finnország    | Visa Sippola       | zongora  |                | Kiesett      |

## Döntő
A döntőt 2006. május 12-én rendezték meg hét ország részvételével. A végső döntést a nyolctagú szakmai zsűri hozta meg.
| #  | Ország             | Zenész              | Hangszer | Darab (Szerző)                                                                    | Helyezés |
| -- | ------------------ | ------------------- | -------- | --------------------------------------------------------------------------------- | -------- |
| 01 | Románia            | Alina Elena Bercu   | zongora  | Concerto for Piano and Orchestra, KV 503, 1st movement (Wolfgang Amadeus Mozart)  | —        |
| 02 | Svájc              | Simone Sommerhalder | oboa     | Concerto for Oboe and Orchestra, KV 314, 1st movement (Wolfgang Amadeus Mozart)   | —        |
| 03 | Egyesült Királyság | Jennifer Pike       | hegedű   | Concerto for Violin and Orchestra, KV 216, 2nd movement (Wolfgang Amadeus Mozart) | —        |
| 04 | Norvégia           | Tine Thing Helseth  | trombita | Concerto for Trumpet and Orchestra, 1st movement (Joseph Haydn)                   | 2.       |
| 05 | Svédország         | Andreas Brantelid   | cselló   | Concerto for Violoncello and Orchestra, 1st movement (Joseph Haydn)               | 1.       |
| 06 | Ausztria           | Daniela Koch        | fuvola   | Concerto for Flute and Orchestra, KV 314, 1st movement (Wolfgang Amadeus Mozart)  | —        |
| 07 | Oroszország        | Dmitrij Majboroda   | zongora  | Concerto for Piano and Orchestra, KV 467 3rd movement (Wolfgang Amadeus Mozart)   | 3.       |

## Térkép

A döntő résztvevői
Az elődöntőben kiesett országok
Országok, melyek korábban részt vettek, de ebben az évben nem

## Közvetítő csatornák
- Svédország – SVT2 (élőben)